# أرميا
بلدية أَرْمِلة (بالإسبانية: Armilla، أرميا) هي بلدية تقع في مقاطعة غرناطة التابعة لمنطقة الأندلس جنوب إسبانيا.

## الديموغرافيا
بلغ عدد سكان بلدية أرملة 22.283 نسمة عام 2011 (وفقاً للمعهد الوطني الإسباني للإحصاء).
| 12.859 | 13.706 | 15.695 | 18.385 | 20.115 | 21.380 | 22.283 |

## توأمة
لأرملة اتفاقيات توأمة مع:
- إيليو

## أعلام
- فران ماشادو